# Chhatari
Chhatari è una suddivisione dell'India, classificata come nagar panchayat, di 10.886 abitanti, situata nel distretto di Bulandshahr, nello stato federato dell'Uttar Pradesh. In base al numero di abitanti la città rientra nella classe IV (da 10.000 a 19.999 persone).

## Geografia fisica
La città è situata a 28° 06' 44 N e 78° 09' 09 E.

## Società

### Evoluzione demografica
Al censimento del 2001 la popolazione di Chhatari assommava a 10.886 persone, delle quali 5.843 maschi e 5.043 femmine. I bambini di età inferiore o uguale ai sei anni assommavano a 2.071, dei quali 1.153 maschi e 918 femmine. Infine, coloro che erano in grado di saper almeno leggere e scrivere erano 4.917, dei quali 3.169 maschi e 1.748 femmine.